# Ljusskär (sydöst om Helsingholmen, Kimitoön)
Ljusskär är en ö i Finland. Den ligger i Skärgårdshavet och i kommunen Kimitoön i landskapet Egentliga Finland, i den sydvästra delen av landet. Ön ligger omkring 49 kilometer söder om Åbo och omkring 150 kilometer väster om Helsingfors.
Öns area är 3,8 hektar och dess största längd är 270 meter i sydöst-nordvästlig riktning.